# (100593) 1997 OH1
(100593) 1997 OH1 es un asteroide perteneciente al cinturón de asteroides, descubierto el 28 de julio de 1997 por el equipo del Spacewatch desde el Observatorio Nacional de Kitt Peak, Arizona, Estados Unidos.

## Designación y nombre
Designado provisionalmente como 1997 OH1.

## Características orbitales
1997 OH1 está situado a una distancia media del Sol de 2,477 ua, pudiendo alejarse hasta 3,086 ua y acercarse hasta 1,869 ua. Su excentricidad es 0,245 y la inclinación orbital 1,773 grados. Emplea 1424,63 días en completar una órbita alrededor del Sol.

## Características físicas
La magnitud absoluta de 1997 OH1 es 16.